# Oku no Hosomichi
Oku no Hosomichi (jap. 奥の細道, dt. „Auf schmalen Pfaden durchs Hinterland“) ist ein Reisetagebuch und eines der bekanntesten Werke des japanischen Dichters Matsuo Bashō. Oku bedeutet hier sowohl Hinterland/Peripherie/von der Hauptstadt weit abgelegen – in der Gestalt der damals nördlichsten und abgelegensten Provinz Mutsu (auch Michinoku) – als auch das eigene Innere. Entstanden ist das Werk in einer Rohfassung im Jahr 1689, der Erstdruck erfolgte 1702 (Kyôto).

## Tagebuch einer Reise
Oku no Hosomichi verdankt seine Existenz einer Reise Bashos im späten Frühjahr 1689. Er und sein Reisegefährte Kawai Sora (1649–1710) zogen am 27. März 1689 (Genroku 2 japanischer Zeitrechnung) von Edo (heute Tokio) aus in das nördliche Hinterland, Oku. Insgesamt dauerte die Reise 156 Tage. Basho reiste zu Fuß.
Basho und Sora wanderten zunächst nordwärts entlang der Pazifikküste, über Nikkō, Sendai, Matsushima und Hiraizumi, dann über das Zentralgebirge bis zum Ufer der Japanischen See nach Sakata. Von Sakata aus unternahmen die Reisegefährten einen Abstecher zur heute nicht mehr existierenden Bucht von Kisagata, dem nördlichsten Punkt der Reise. Anschließend folgten Basho und Sora dem Ufer des Japanmeeres entlang Richtung Süden, zunächst zurück nach Sagata, und weiter über Niigata, Kanazawa und Fukui bis zur Bucht von Tsuruga und von dort wieder landeinwärts über Ōkagi, wo er auf einige seiner Schüler traf, nach Yamanaka. Den letzten Teil der Reise quer durch Honshū bis zurück nach Edo legte Basho allein zurück. Die Länge der Reisestrecke betrug etwa 2.400 km.
Mit seiner Reise trat Basho in die Tradition der wandernden Dichter-Priester wie Saigyō ein. Wie seine Vorgänger will auch Basho Orte aufzusuchen, die seit alters her Gegenstand der dichterischen Bewunderung sind. Die japanische Sprache kennt hierfür den Ausdruck uta makura „Gedichtkopfkissen“. Das Tagebuch folgt als Ganzes der literarischen Form des Renga, es streut Szenen mit hoch emotionalem Inhalt zwischen eher sachlich-informative Teile. Der Text ist eine Mischung aus Prosa und Dichtung und enthält zahlreiche Anspielungen auf Konfuzius, Saigyō und altchinesische Dichter wie beispielsweise Li Po. Es ist dem ästhetischen Konzept des Sabi verpflichtet. In erster Linie ist das Buch ein Reisebericht, in dem Basho lebhaft auch den dichterischen Gehalt seiner Reisestationen ausführt. Basho besuchte den Tokugawa-Schrein in Nikkō, die Shirakawa-Barriere, die Inseln Matsushima, Sakata, Kisakata und die Provinz Etchū.
Nach dem Ende seiner Reise verbrachte Basho fünf Jahre damit, die Gedichte (vornehmlich Haiku) und den Text des Oku no Hosomichi zu revidieren, bevor er es schließlich veröffentlichte.

## „Uta makura“ im Oku no Hosomichi
Uta makura oder „Gedichtkopfkissen“ sind Orte oder Sehenswürdigkeiten, die traditionell Gegenstand bewundernder Gedichte sind, sich also besonders als Sujet eines Gedichtes eignen.
Die bekanntesten Gedichte Bashos zu „uta makura“ aus dem Oku no Hosomichi sind:
- Edo:
Kusa no to mo sumi-kawaru yo zo hina no ie.
„Ich werde das Haus verlassen, in dem ich bislang einsam lebte. Vielleicht wird hier einmal eine glückliche und große Familie hausen.“
- Nikkō
Aratou to aoba wakaba no hi no hikari.
„Wie feierlich ist es, wenn der Tōshō-gū die Sonnenstrahlen spiegelt, die auf den frischen grünen Blättern spielen.“ (Nikko bietet einen berühmten Anblick. Dort befindet sich ein großer Shintō-Schrein, in dem Ieyasu Tokugawa begraben liegt, der das Shogunat von Edo begründet hatte.)
- Ogaki
Hamaguri no futami ni wakare yuku aki zo.
„Ich scheide von diesen mir nahen Menschen wie eine Muschel die sich öffnet, in diesem traurigen Herbst.“ (Ogaki bedeutete das Ende der Reise. Basho trennte sich von einigen ihm nahestehenden Menschen. Er machte aus seiner Trauer ein Gedicht, in dem er die Trauer mit der sich aufteilenden Muschel vergleicht.)
- Mogami-Fluss
Samidare wo atsumete hayashi Mogamigawa.
„Der reißende Strom des Mogami-Flusses hat aus den Frühsommer-Regen reichlich Wasser gesammelt.“ (Japanische Flüsse gelten als schneller fließend als europäische und amerikanische. Der Mogami ist sprichwörtlich reißend.)
- Gassan
Kumo no mine ikutsu kuzurete Tsuki no yama.
„Die Wolke, die den Gipfel des Gassan verhüllt, verwehte. Der Mond scheint schön auf den Gassan.“ („Gassan“ bedeutet Mondberg.)
- Insel Sado
Araumi ya Sado ni yokotou Amanogawa.
„Das Meer ist rau! Und die große Milchstraße sprüht auf die Insel Sado.“ (Von der Insel Sado aus hatte Basho einen schönen Ausblick auf das Japanische Meer.)

## Matsushima
Matsushima (Kieferninseln) gehört zu den traditionellen drei schönsten Landschaften Japans. In der Matsushima-Bucht befinden sich mehrere hundert von Kiefern bestandene kleine Inseln – es handelt sich um ein uta makura par excellence. Basho selbst widmet diesem Reiseziel kein Haiku, sondern nur einen Prosaabschnitt, doch findet sich im Oku no Hosomichi ein Haiku von Sora, das Matsushima zum Inhalt hat:
Matsushima ya tsuru ni mi wo kare hototogisu
„Bucht der Kieferninseln, leih dir die Gestalt des Kranichs, du Bergkuckuck!“

## Hiraizumi: Erinnerungen an Yoshitsune
Das berühmteste Haiku aus dem Oku no Hosomichi, und zugleich eines der bekanntesten Haiku überhaupt, entstand in Hiraizumi, wo einer der größten tragischen Helden Japans, Minamoto no Yoshitsune, in einer legendären Schlacht den Tod gefunden hatte. Basho leitet den Haiku mit folgenden Worten ein:

„Da waren auch die Überreste der Residenz des Yasuhira und seiner Getreuen … Die treuen Vasallen [Yoshitsunes] hatten sich dort verschanzt – ach, der Ruf ihrer Ruhmestaten war von kurzer Dauer. Von dichtem Gestrüpp sind alle Spuren überwuchert. ‚Das Land ist verwüstet – Berge und Flüsse aber sind unversehrt - über Burgruinen grünt, wenn der Lenz kommt, nur noch Gras!' – diese Gedichtworte gingen mir durch den Kopf. Mit meinem Bambushut unter mir ausgebreitet, saß ich da, vergoss Tränen – und vergaß die Zeit.“

Beim Schauen der grasbewachsenen Landschaft, wo der Überlieferung nach die Schlacht stattgefunden hat, komponierte Basho den folgenden Haiku:
| Japanisch              | Transkription                             | wörtliche Übersetzung                                      | Übersetzung von G.S.Dombrady                            |
| ---------------------- | ----------------------------------------- | ---------------------------------------------------------- | ------------------------------------------------------- |
| 夏草や 兵どもが 夢の跡 | natsugusa ya tsuwamonodomo ga yume no ato | Sommergras ist die letzte Spur von den Träumen der Krieger | Sommergras …! von all den Ruhmesträumen die letzte Spur |

Mit dem Wort Sommergras wird der in Haiku häufig anzutreffende Bezug zur aktuellen Jahreszeit hergestellt (Jahreszeitenwort – Kigo). Der Mittelteil des Haiku wird von dem sechsilbigen Wort archaischen Wort tsuwamonodomo (Krieger) dominiert, welches dem Gedicht eine besondere Gravitas verleiht. Basho lässt offen, wovon die Krieger, die auf diesem Schlachtfeld ihr Leben gelassen haben, geträumt haben mögen (vom Sieg? von Ruhm – wie Dombrady in seiner Übersetzung annimmt? Von sicherer Heimkehr?). Nach Dombrady kommt in dem Gedicht vor allem das „illusionistische Traumdasein des Menschen in dieser Welt“ zum Ausdruck.